# Chiralità (fisica)
La chiralità, dal greco χείρ (khéir), "mano", è una proprietà che distingue i sistemi fisici in destrorsi e sinistrorsi: un sistema fisico possiede una chiralità se sotto una trasformazione di parità si trasforma nel sistema con la chiralità opposta. Le forze che agiscono su di un sistema fisico possono modificare o meno la chiralità; l'interazione che trasforma un sistema con chiralità definita in un altro con la stessa chiralità si dice trasformazione chirale.
Si può dimostrare che l'elicità di una particella di spin 1/2 tende alla sua chiralità nel limite di massa nulla, ovvero nel limite in cui l'energia della particella è molto maggiore della sua massa. Dal momento che gli esperimenti Super-Kamiokande e OPERA (assieme ad altri) hanno dimostrato che anche i neutrini hanno una massa diversa da zero, non si conoscono particelle di spin 1/2 a massa nulla, e quindi con chiralità assolutamente definita. D'altra parte nel modello standard i fermioni avrebbero tutti massa nulla grazie all'invarianza sotto parità, altrimenti detta simmetria chirale, necessaria alla coerenza della teoria. L'acquisizione di massa avverrebbe tramite rottura spontanea di simmetria dovuta al campo di Higgs, che conserva al contempo la simmetria di gauge del modello.
La chiralità è strettamente legata alla parità: infatti in una teoria simmetrica sotto parità le componenti a chiralità positiva e negativa dei campi devono essere trattate allo stesso modo. Nel 1957, in un esperimento condotto da Chien-Shiung Wu è stato dimostrato che nei decadimenti deboli la parità viene violata, aprendo la strada alla teoria V-A delle interazioni deboli: mentre la forza elettromagnetica, la forza forte e quella gravitazionale si accoppiano ugualmente alle particelle con chiralità negativa e positiva (cioè a particelle sinistrorse e destrorse), la corrente debole carica si accoppia esclusivamente alle particelle sinistrorse.
Le correnti chirali di elettroni sono state per la prima volta osservate in un esperimento del 2023.

## Definizione
La chiralità ha radici profonde nella teoria delle rappresentazioni del gruppo di Lorentz. Dato che il gruppo di Lorentz è isomorfo al prodotto diretto di due gruppi SU(2), le rappresentazioni più semplici dopo quella scalare (1,1) sono degli oggetti che si trasformano come un vettore a due dimensioni per uno dei due gruppi e come uno scalare per l'altro, cioè (2,1) e (1,2). Queste due possibilità definiscono gli spinori di Weyl, che vengono identificati come spinori left o right.
Uno spinore di Dirac è costruito a partire da due spinori di Weyl: l'equazione di Dirac stessa non è altro che un operatore di proiezione che impone che, nel sistema di riferimento a riposo del campo, le componenti left e right siano identiche; le autofunzioni della matrice {\displaystyle \gamma ^{5}} sono invece proprio i due spinori di Weyl, come sarà mostrato in dettaglio.

## La quinta matrice gamma e autofunzioni
La matrice {\displaystyle \gamma ^{5}} (Gamma di Dirac {\displaystyle \gamma ^{5}=i\gamma ^{0}\gamma ^{1}\gamma ^{2}\gamma ^{3}}) è detta operatore di chiralità. Poiché l'operatore {\displaystyle \gamma ^{5}} è un operatore hermitiano esso è diagonalizzabile e dalla proprietà che {\displaystyle {(\gamma ^{5})}^{2}=1}
segue che gli autovalori di {\displaystyle \gamma ^{5}} sono +1 e -1; ne consegue che possiamo indicare con {\displaystyle \psi _{L}} e con {\displaystyle \psi _{R}} le autofunzioni di {\displaystyle \gamma ^{5}} con autovalori -1 e +1 rispettivamente; ossia:
{\displaystyle \gamma ^{5}\psi _{L}=-1\psi _{L};}
{\displaystyle \gamma ^{5}\psi _{R}=+1\psi _{R}.}
In questo caso si stanno utilizzando le convenzioni
{\displaystyle \gamma _{c}^{5}={\begin{pmatrix}-I_{2}&0\\0&I_{2}\end{pmatrix}}}
{\displaystyle \psi ={\binom {\psi _{L}}{\psi _{R}}}}
dove {\displaystyle \gamma _{c}^{5}} è la matrice Gamma di Dirac in rappresentazione chirale e {\displaystyle I_{2}} è l'identità di dimensioni 2x2
A partire da uno spinore generico {\displaystyle \psi } è possibile scrivere le due autofunzioni di {\displaystyle \gamma ^{5}} nel seguente modo:
{\displaystyle \psi _{L}={\frac {1-\gamma ^{5}}{2}}\psi ;}
{\displaystyle \psi _{R}={\frac {1+\gamma ^{5}}{2}}\psi ;}
segue pertanto che uno spinore generico {\displaystyle \psi } può essere scomposto nella somma:
{\displaystyle \psi =\psi _{L}+\psi _{R}.}
Si possono definire due operatori di proiezione di chiralità:
{\displaystyle P_{L}={\frac {1-\gamma ^{5}}{2}};}
{\displaystyle P_{R}={\frac {1+\gamma ^{5}}{2}};}
che soddisfano alle seguenti proprietà:
{\displaystyle P_{L}+P_{R}=1;}
{\displaystyle (P_{L})^{2}=P_{L};}
{\displaystyle (P_{R})^{2}=P_{R};}
{\displaystyle P_{L}P_{R}=P_{R}P_{L}=0.}

## Le equazioni del moto per gli spinori
Se {\displaystyle \psi } è una generica soluzione dell'equazione di Dirac libera, abbiamo:
{\displaystyle \left(i\gamma ^{\mu }\partial _{\mu }\right)\psi _{L}(x)=\left(i\gamma ^{\mu }\partial _{\mu }\right){\frac {1-\gamma ^{5}}{2}}\psi (x)={\frac {1+\gamma ^{5}}{2}}\left(i\gamma ^{\mu }\partial _{\mu }\right)\psi (x),}
ovvero:
{\displaystyle \left(i\gamma ^{\mu }\partial _{\mu }\right)\psi _{L}(x)={\frac {1+\gamma ^{5}}{2}}m\psi (x)=m\psi _{R}(x),}
e analogamente:
{\displaystyle \left(i\gamma ^{\mu }\partial _{\mu }\right)\psi _{R}(x)=m\psi _{L}(x).}
Queste sono due equazioni del moto per {\displaystyle \psi _{L}} e {\displaystyle \psi _{R}}. Esse sono accoppiate dal termine di massa e si disaccoppiano solo se m = 0. Tale proprietà è da mettere in relazione con il fatto che la chiralità è un buon numero quantico (ossia {\displaystyle \gamma ^{5}} commuta con l'Hamiltoniana di Dirac) solo se m = 0.
Le proprietà peculiari delle particelle con spin 1/2 con massa nulla derivano dall'invarianza della densità di lagrangiana di Dirac per trasformazioni chirali. Definita come trasformazione chirale la seguente trasformazione
{\displaystyle \psi \longrightarrow \psi '=\gamma ^{5}\psi ,}
la lagrangiana di Dirac si trasforma nel modo seguente:
{\displaystyle L_{D}={\bar {\psi }}\left(i\gamma ^{\mu }\partial _{\mu }-m\right)\psi \longrightarrow L'_{D}={\bar {\psi }}(-\gamma ^{5})\left(i\gamma ^{\mu }\partial _{\mu }-m\right)(\gamma ^{5})\psi =}
{\displaystyle ={\bar {\psi }}\left(i\gamma ^{\mu }\partial _{\mu }+m\right)(\gamma ^{5})^{2}\psi ={\bar {\psi }}\left(i\gamma ^{\mu }\partial _{\mu }+m\right)\psi }
{\displaystyle L'_{D}=L_{D}+2m{\bar {\psi }}\psi .}
Si ha quindi l'invarianza per trasformazioni di chiralità se e solo se m = 0. Come si può vedere si ha che per una particella di spin 1/2 con massa m = 0 le equazioni per gli spinori {\displaystyle \psi _{L}} e {\displaystyle \psi _{R}} sono disaccoppiate.

## Conferme sperimentali
Nel 2024 è stata riprodotta in laboratorio la prima corrente chirale. Il fenomeno è stato ottenuto con materiali particolari che, quando vengono colpiti dalla luce, causano l'emissione di elettroni tutti con lo stesso spin.